# Jean-Claude Colotti
Jean-Claude Colotti (La Tronche, 1 juli 1967) is een voormalig Frans wielrenner.

## Belangrijkste overwinningen
1987
- Ronde van de Vendée

1989
- GP Ouest France-Plouay

1991
- Zesdaagse van Grenoble (baan), (met Philippe Tarantini)

1992
- 17e etappe Tour de France

1994
- Zesdaagse van Nouméa (baan), (met Jean-Michel Monin)
- Zesdaagse van Grenoble (baan), (met Dean Woods)

## Resultaten in voornaamste wedstrijden
| Jaar | Ronde van Italië | Ronde van Frankrijk | Ronde van Spanje |
| ---- | ---------------- | ------------------- | ---------------- |
| 1987 |                  | opgave              |                  |
| 1988 |                  | 55e                 |                  |
| 1989 |                  | 67e                 | opgave           |
| 1990 | 95e              | 50e                 |                  |
| 1991 |                  | 80e                 |                  |
| 1992 |                  | 95e (1)             |                  |
| 1993 |                  | 133e                |                  |
| 1994 |                  | opgave              |                  |
| 1995 |                  |                     | opgave           |
| 1996 |                  | opgave              |                  |

| Jaar | Milaan-San Remo | Gent-Wevelgem | Ronde van Vlaanderen | Parijs-Roubaix | Amstel Gold Race | Omloop Het Volk | Parijs-Tours | Bretagne Classic |  | WK op de weg |  | Wereldranglijsten |
| ---- | --------------- | ------------- | -------------------- | -------------- | ---------------- | --------------- | ------------ | ---------------- |  | ------------ |  | ----------------- |
| 1987 |                 |               |                      |                |                  |                 | 32e          |                  |  |              |  |                   |
| 1988 |                 | 29e           |                      | 51e            |                  |                 | 50e          |                  |  | 30e          |  |                   |
| 1989 | 23e             |               |                      | 27e            |                  | 4e              | 10e          | Goud             |  |              |  | 61e (UWB)         |
| 1990 | 6e              | 127e          | 9e                   | 44e            |                  |                 |              | 15e              |  |              |  |                   |
| 1991 |                 | 7e            | 24e                  | ↑              | 16e              |                 |              |                  |  |              |  |                   |
| 1992 | 180e            | 13e           | 57e                  | 5e             | 4e               | 18e             |              | 4e               |  |              |  | 18e (UWB)         |
| 1993 | 8e              |               |                      | 59e            |                  |                 | 67e          | 6e               |  |              |  |                   |
| 1994 | 132e            |               | 64e                  |                |                  |                 | 52e          |                  |  |              |  |                   |
| 1995 | 78e             |               |                      | 28e            |                  | 25e             | 103e         |                  |  |              |  |                   |
| 1996 |                 |               |                      |                |                  |                 |              |                  |  |              |  |                   |